# Nicarágua nos Jogos Olímpicos de Verão de 1976
A Nicarágua competiu nos Jogos Olímpicos de Verão de 1976 em Montreal, Canadá.

## Resultados por Evento

### Atletismo
Salto em altura masculino
- Carlos Abhunza
  - Classificatória — sem marca (→ não avançou)

### Ciclismo
Estrada Individual masculino
- David Iornos — não terminou (→ sem classificação)
- Hamblin González — não terminou (→ sem classificação)
- Manuel Largaespada — não terminou (→ sem classificação)
- Miguel Espinoza — não terminou (→ sem classificação)